# 500 Keys
«500 Keys» (с англ. — «500 ключей») — двадцать первая серия двадцать второго сезона Симпсонов.

## Сюжет
Мэгги случайно запирается в машине с ключом внутри. В поисках запасного ключа от машины Симпсоны находят набор ключей от каждой двери. Однако Мэгги высвобождается из машины. После этого семья начинает использовать ключи. В школе Лиза открывает одним из ключей запертую дверь с табличкой «Запрещённые оркестром книги» и обнаруживает там комнату, оборудованную под несколько классов. Лиза заинтригована и обещает показать её директору Скиннеру. Она открывает комнату при нём и детях, но за дверью оказываются книги, соответствующие табличке. Через 2 дня Лиза обнаруживает, что класс вернулся, и видит, как тёмная фигура пишет на доске: «Дети в 23 автобусе» и убегает. Лиза намерена раскрыть тайну комнаты.
Тем временем Барт пытается совершить злые дела с помощью ключей, но получаются лишь добрые, и ему вручают ключ города. Мардж и Мегги находят ключ от игрушечного поезда «Гудок-пердунок Экспресс», который пукает при движении. Игрушка уходит, и Мардж с Мегги отправляются на её поиски. Гомер использует ключ, чтобы попасть в пивоварню «Дафф» и покататься на дирижабле Дафф.
Для получения дополнительной информации Лиза спрашивает Нельсона об Автобусе 23. Он рассказывает, что Автобус 23 поехал с детьми по опасному ледяному мосту и больше он никогда не видел и не слышал ничего про автобус и детей, так как Скиннер и Суперинтендант Чалмерс скрывали потерю детей. Лиза рассказывает про комнату Барту, и Гомер по просьбе детей летит на дирижабле к реке, где был ледяной мост. Лиза падает с дирижабля и обнаруживает под водой автобус, но в нём все дети оказываются манекенами. Лиза начинает тонуть, но «Гудок-пердунок Экспресс» врезается в дерево, и дерево падает с одного берега на другой, позволяя Лизе выбраться. Таинственной фигурой оказывается водитель 23 автобуса Отто, который понимает, что невиновен в смерти детей.
Суперинтендант Чалмерс и Скиннер пытаются бежать в Боливию, но не могут уехать из-за Барта. Они вынуждены раскаяться во всём. Они рассказывают о том, что школа получила много денег с целью повышения классов, но Скиннер потерял их. С помощью Садовника Вилли они сделали поддельный класс и арендовали манекенов в качестве учеников, чтобы обмануть правительство. Они положили манекены в Автобус 23, так как если они не успеют сдать их, то им придётся больше заплатить, но Отто поехал по Ледяному мосту, и автобус упал в озеро. В конце концов Чалмерс и Скиннер извиняются перед Отто за то, что заставили думать, что он убил 24 ребёнка. В эпилоге показывается что Отто снова поехал к Ледяному мосту с той же целью(по глупости), но не знал что с ними настоящие дети.

## Культурные отсылки
- Лиза обращается к Нэнси Дрю и умершим братьям Харди.
- У Гомера есть ключи со своих старых работ из серий «Mr. Plow», «Homer the Smithers», «Deep Space Homer» и «Sex, Pies and Idiot Scrapes».
- Потайная комната — возможная отсылка к книге «Гарри Поттер и Тайная комната».
- На стене потайной комнаты видны знаки четырёх стихий из сериала «Аватар: Легенда об Аанге».
- Рисунок на городском ключе, который Барт получил в награду, похож на герб Хогвартса.
- Момент, когда Скиннер и Чалмерс собираются уехать в Боливию, отсылает к фильму «Бутч Кэссиди и Санденс Кид».
- При падении школьного автобуса водитель Отто говорит, что, возможно, автобус будет падать так же медленно, как и в фильме «Начало».

## Интересные факты
- В показе эпизода по телевидению надпись на доске была другой: «Это Кристен Шааль, не Кристен Шалль» (англ. It's Kristen Schaal, not Kristen Schall), извиняясь за опечатку перед приглашённой звездой предыдущего эпизода. Она поблагодарила создателей эпизода через Твиттер, но на сайте Hulu.com при просмотре надпись на доске была про подопытных кроликов.
- В заставке Лиза вместо саксофона играет на скрипке.

## Отношение критиков и публики
Во время первого показа эпизод посмотрели в 6 млн квартир, что составило 7 % от количества телезрителей в возрасте от 18 до 49 лет и 2,5 % от общего количества населения.
Роуэн Кайзер из A.V Club написал: «Эпизод был забавным, но одноразовым. Эпизод ни разу не приближался к большому материалу». В итоге он поставил эпизоду B, этот эпизод получил оценку, равную оценке эпизода «Закусочной Боба» и большую, чем эпизоды Американского папаши!, «Шоу Кливленда» и эпизод «Foreign Affairs» «Гриффинов».